# 火の女 (1942年の映画)
『火の女』（ひのおんな、原題・Keeper of the Flame）は、1942年に製作・公開されたアメリカ合衆国の映画である。I・A・R・ワイリーの小説に基づきジョージ・キューカーが監督、スペンサー・トレイシーとキャサリン・ヘプバーンが出演している。『女性No.1』に続くトレイシーとヘプバーン2度目の共演となった。

## キャスト
- スティーヴン・オマリー：スペンサー・トレイシー
- クリスティーン・フォレスト：キャサリン・ヘプバーン
- クライヴ・カーンドン：リチャード・ワーフ
- フォレスト夫人（クリスティーンの義母）：マーガレット・ワイチャーリイ
- ジェフリー：フォレスト・タッカー

## スタッフ
- 製作：ヴィクター・サヴィル
- 脚本：ドナルド・オグデン・スチュアート
- 撮影：ウィリアム・H・ダニエルズ
- 音楽：ブロニスラウ・ケイパー
- 編集：ジェームズ・E・ニューカム
- 美術：セドリック・ギボンズ
- 装置：エドウィン・B・ウィリス
- 衣裳：エイドリアン